# Idalus dilucida
Idalus dilucida là một loài bướm đêm thuộc phân họ Arctiinae, họ Erebidae.